# Monica G. Turner
Monica Goigel Turner ist eine US-amerikanische Landschaftsökologin an der University of Wisconsin-Madison.
Turner befasst sich mit den Interaktionen von menschlichen Aktivitäten und Naturereignissen wie Wald- und Buschbränden. Sie gilt als Pionierin des Gebiets der Landschaftsökologie in den Vereinigten Staaten. Schwerpunkt ihrer Arbeit sind die Erholung von Wäldern nach Waldbränden, wie den Bränden im Yellowstone-Nationalpark 1988 und die Auswirkungen der globalen Erwärmung auf natürliche landschaftsökologische Prozesse. Unter anderem versucht sie mit Computermodellen, die Grenzen der Erholungsfähigkeit von Ökosystemen unter den Bedingungen menschlicher Einflüsse und Landnutzung abzuschätzen, auch unter dem Gesichtspunkt einer Versorgungssicherheit mit Nahrung, Wasser und Energie.

## Leben und Wirken
Turner wuchs auf Long Island auf. Sie studierte an der Fordham University in New York City mit dem Bachelor-Abschluss in Biologie 1980. Ihren Ph.D. in Ökologie machte sie 1985 bei Frank Golley an der University of Georgia mit einer Arbeit über Störungen der Salzmarschen auf Cumberland Island. Als Postdoktorandin arbeitete sie bei Eugene Odum, ebenfalls an der University of Georgia. Ab 1987 arbeitete sie für das Oak Ridge National Laboratory und erforschte Faktoren, die zu Änderungen von Landschaften führen.
Mit den Waldbränden im Yellowstone-Nationalpark 1988 begann ihre jahrzehntelange wissenschaftliche Zusammenarbeit mit Bill Romme. Anhand umfangreicher Daten zur Ausbreitung verschiedener Spezies in den ehemaligen Waldbrand-Gebieten, zum Wachstum der Bäume, zum Stickstoffhaushalt und Mikrobiom der Böden konnte sie zeigen, dass Waldbrände nicht notwendigerweise eine „ökologische Katastrophe“ darstellen (siehe Feuerökologie).
Ab 1994 war Turner als Assistant Professor an der University of Wisconsin–Madison, wo sie bis 1999 zu einer ordentlichen Professur aufstieg. Hier ist sie heute (Stand 2023) Eugene P. Odum Professor of Ecology.

## Auszeichnungen (Auswahl)
- 2004 Mitglied der National Academy of Sciences[2]
- 2008 Robert H. MacArthur Award der Ecological Society of America
- 2015/16 Präsidentin der Ecological Society of America
- 2021 Benjamin Franklin Medal[1]
- 2021 Fellow der American Association for the Advancement of Science
- 2023 Mitglied der American Academy of Arts and Sciences[3]